# André-Elzéard d'Arbaud de Jouques
Pour les articles homonymes, voir Arbaud.
André-Elzéard d'Arbaud de Jouques (1676-1744) était un aristocrate, avocat et fonctionnaire français.

## Biographie

### Naissance
André-Elzéard d'Arbaud est né en 1676. Son père était Jacques d'Arbaud.[réf. nécessaire]

### Carrière

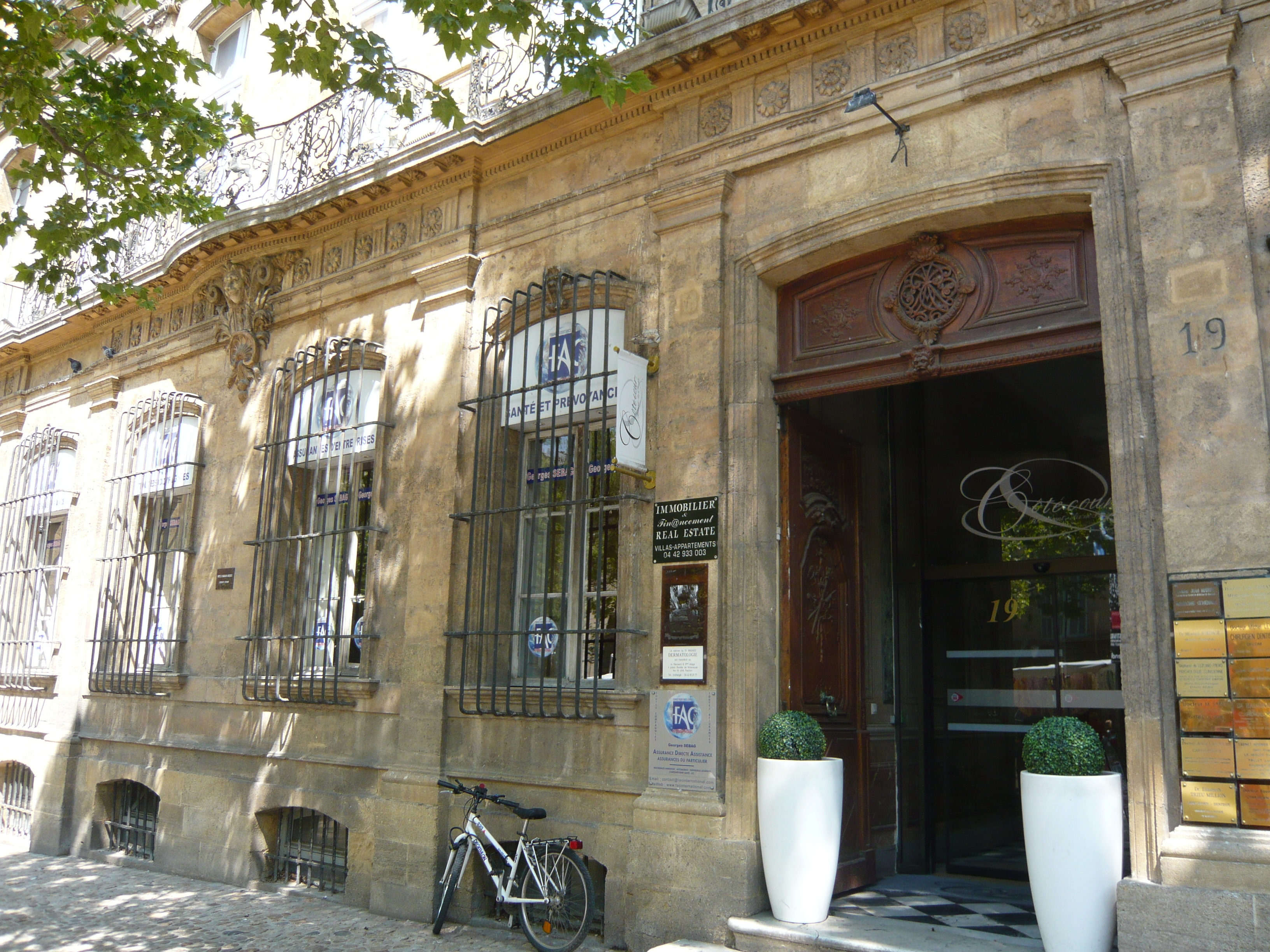
Hôtel d'Arbaud-Jouques, Aix-en-Provence.

Il reçut le marquisat héréditaire de Jouques en 1702, ainsi que la seigneurie de Gardanne.
Il a été conseiller au Parlement d'Aix-en-Provence. En 1740, il en fut le président à mortier,.
Après que sa mère, veuve, ait acheté l'Hôtel de Valbelle-Meyrargues sur le Cours Mirabeau en 1695, il achète l'Hôtel de Séguiran adjacent et transforme les deux hôtels particuliers en Hôtel d'Arbaud-Jouques conçu par l'architecte Jean-Baptiste Franque (1683-1758). ). Il est désormais inscrit aux monuments historiques. D'ailleurs, son portrait a été peint par Michel-François Dandré-Bardon (1700-1785).

### Vie privée
En 1697, il épouse Anne de Citrany, fille de Joseph de Citrany,. Ils eurent quatre fils : Jean-Joseph-Augustin d'Arbaud de Jouques (1703-1775), Gaspard d'Arbaud de Jouques, François-Casimir d'Arbaud de Jouques et Bache-Elzéar-Alexandre d'Arbaud de Jouques (1720-1793).
Il mourut en 1744,.